# Platyjoppa naxae
Platyjoppa naxae är en stekelart som beskrevs av Tohru Uchida 1932. Platyjoppa naxae ingår i släktet Platyjoppa och familjen brokparasitsteklar. Inga underarter finns listade i Catalogue of Life.